# Wasserturm Bergheim

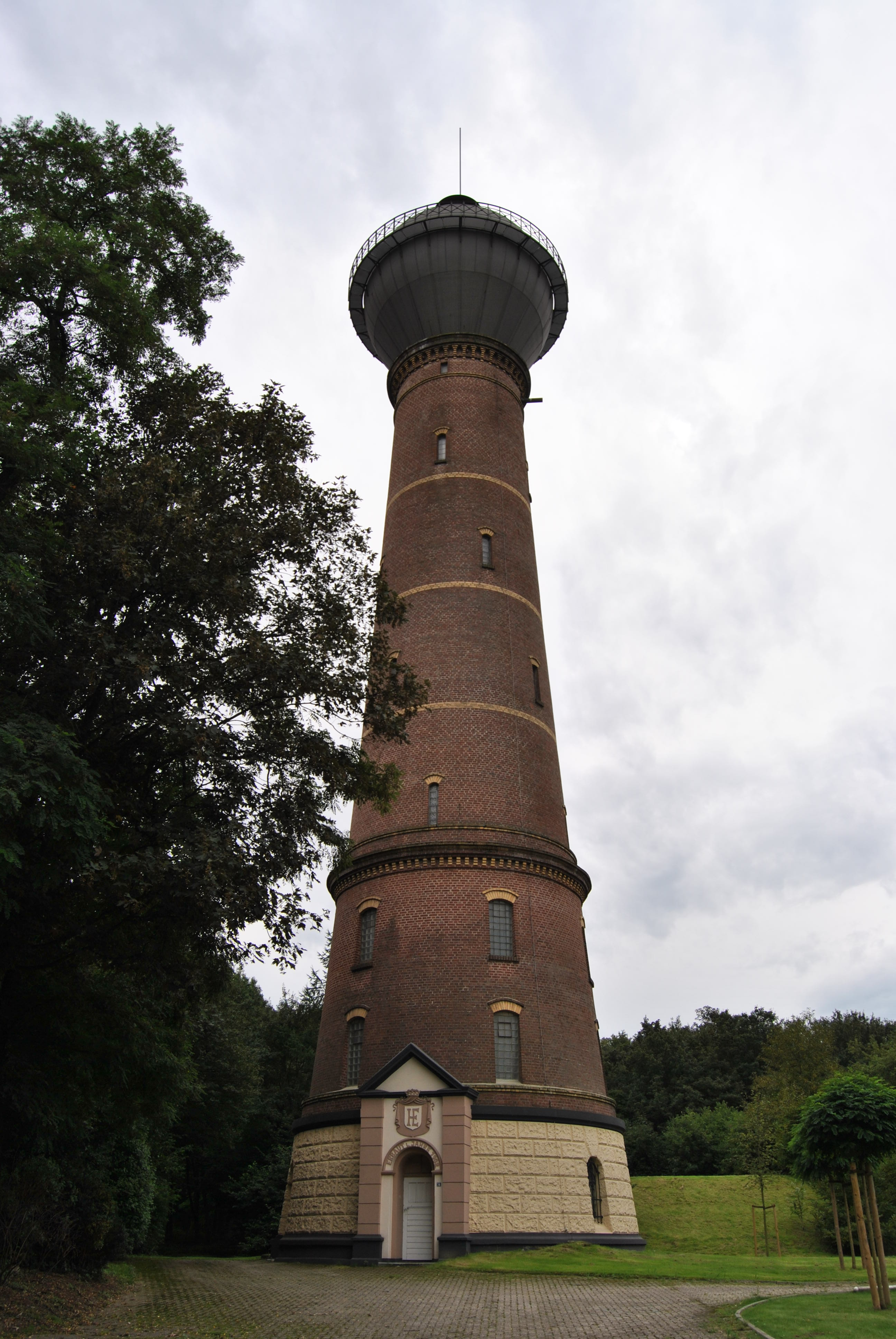
Wasserturm Rheinhausen-Bergheim

Der Wasserturm Bergheim ist ein Wasserturm in Duisburg-Bergheim im Stadtbezirk Rheinhausen. Er wurde 1908 als Speicherturm zum Wasserwerk der Gemeinde Hochemmerich unter der Leitung von Josef Hansen erbaut und 1996 stillgelegt.

## Geschichte
Der Wasserturm war bereits zu Baubeginn auf eine stark wachsende Siedlung ausgelegt, was sich beim Bevölkerungswachstum der Stadt Rheinhausen durch die Industrialisierung des Ruhrgebiets bewährte.
Auf dem höchsten Punkt der Umgebung mit 36 Meter über Normalnull erhebt sich der 50 Meter hohe Turm. Im Kopf ruht der genormte Kugelbehälter der Firma Klönne mit einem Durchmesser von 9,20 Metern und einem Fassungsvermögen von mehr als ca. 400 Kubikmetern auf Auflagern. Darunter steht ein Turm mit 12 Meter Breite am Boden und circa 6 Metern Breite in Höhe des Aufliegerringes. Das Erdgeschoss ist als Sockel in Quadermauerwerk, der Turm mit sieben Geschossen als Ziegelmauerwerk mit Verzierungen und Fenstern in unterschiedlicher Höhe und Größe ausgeführt. Im Inneren befindet sich das Treppenhaus, durch die Kugel führt eine Röhre mit Leitersprossen bis zur Laterne.
Zum Wasserwerk gehört auch das Pumpenhaus, ein Rundbau mit 7,5 Metern im Durchmesser und 7,5 Metern in der Höhe. Der geputzte Backsteinbau in historisierender Form mit zinnenartiger Balustrade enthält einen Brunnenschacht. Zwei Pumpen a 60 m³/h förderten früher das Wasser in den Turmbehälter. Nachdem die Gewinnungsreserven 1996 erschöpft waren, wurden die Pumpen stillgelegt.
Wasserturm und Pumpenhaus stehen seit 1990 unter Denkmalschutz. Rund um den Wasserturm befindet sich ein Wasserschutzgebiet.
In den Wintermonaten vom Martinstag bis um die Weihnachtsfeiertage wird der Turm nachts grün angestrahlt.
Gegenüber ist der Verein Rheinhausener Bergbausammlung untergebracht. In unmittelbarer Nähe befinden sich außerdem der Grashof und die Bergheimer Windmühle, die beide ebenfalls unter Denkmalschutz stehen.